# Friesenplatz

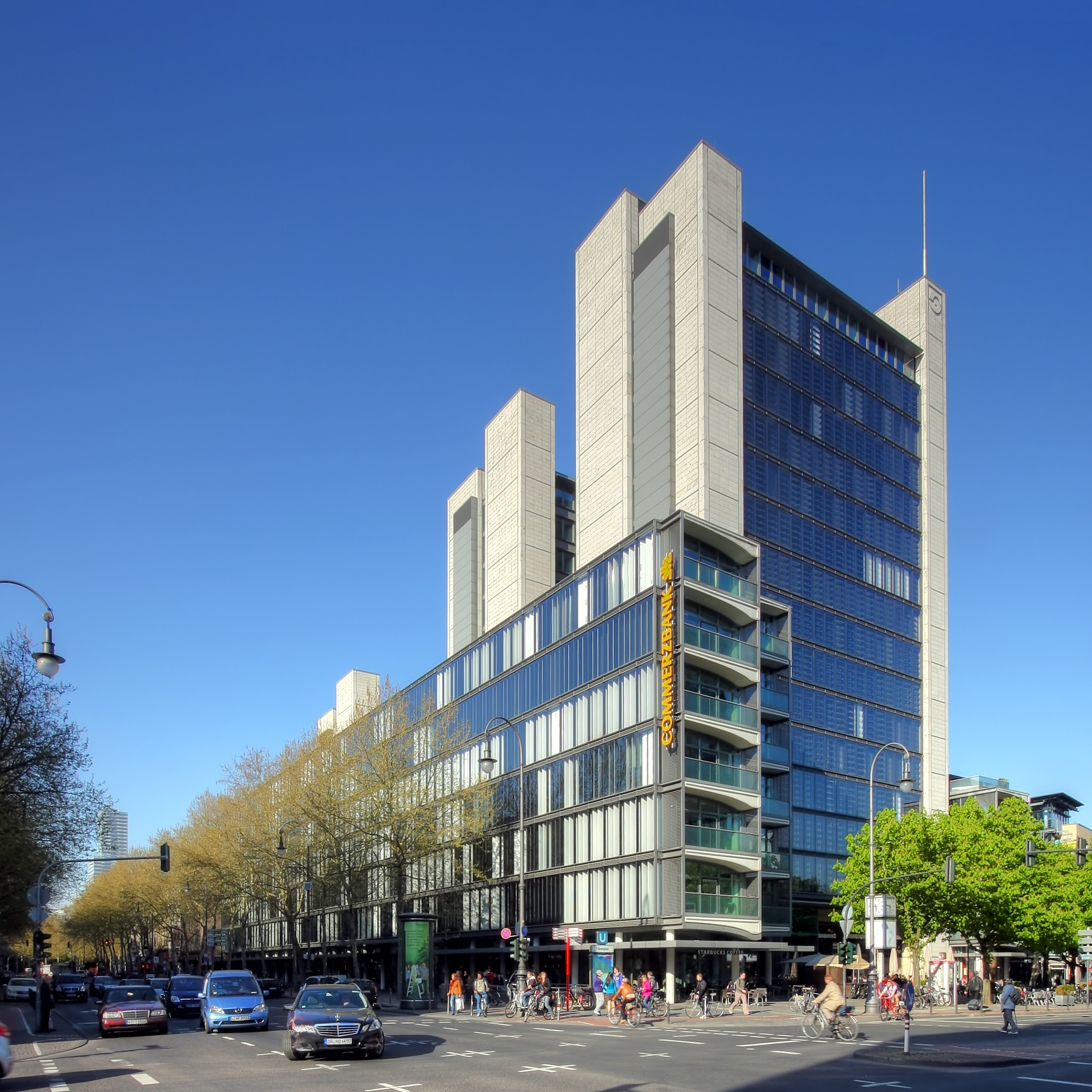
Friesenplatz mit Gerling Ring-Karree, Stand 2010.

Der Kölner Friesenplatz ist als Platz ein Teil der Kölner Ringe, die – den Pariser Boulevards nachempfunden – dem Verlauf der Stadtmauer folgen.

## Geschichte

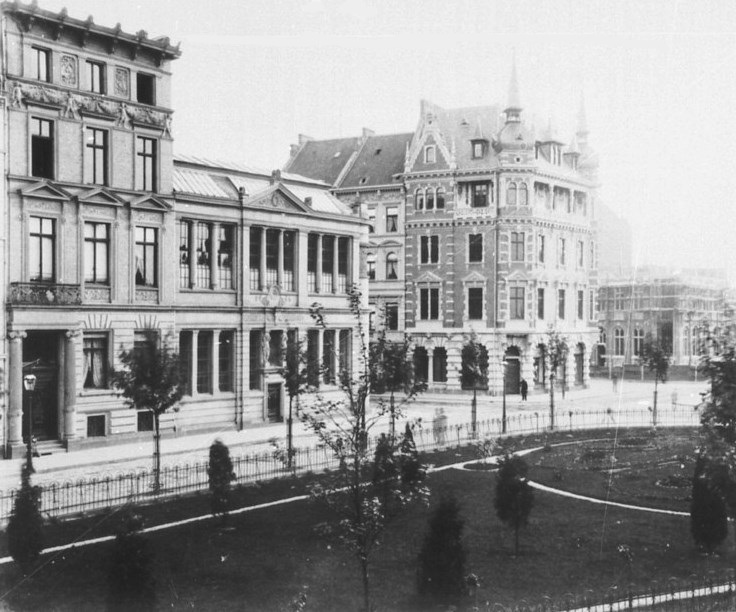
Friesenplatz – Südseite (um 1886)
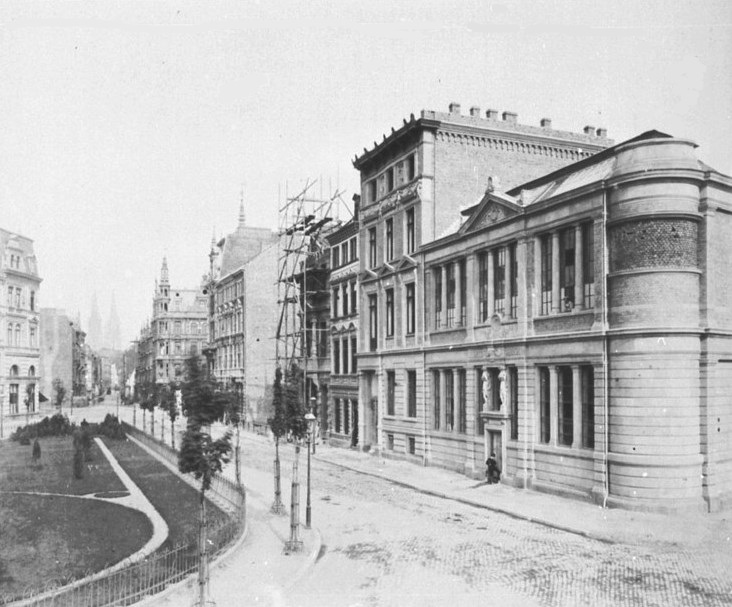
Friesenplatz – Friesenstraße (um 1890)
Friesenplatz – Friesenstraße Richtung Dom (um 1900)
Friesenplatz 27 – Kölnischer Kunstverein

Alle Erklärungen der Straßennamen Friesenplatz, Friesenstraße und Friesenwall gehen davon aus, dass insbesondere die friesischen Tuch- und Fischhändler im Früh- und Hochmittelalter einen hohen Anteil am Fernhandel mit Köln besaßen. Im Jahre 1165 hieß die Friesenstraße „platea Frisorum“, 1291 eingedeutscht „Vrisingasse“. Auch das Friesentor hieß 1244 „porta Frisea“, 1248 „porta Frisonum“, 1359 eingedeutscht „Vreysenportze“. In Arnold Mercators Kölner Stadtansicht von 1570 heißen Friesenstraße und -tor bereits „Vriesen straiß und pforts“. Ferdinand Franz Wallraf übersetzte in der Franzosenzeit nach dem ab 1. Januar 1813 geltenden „Itinéraire de Cologne“ den Friesenplatz wörtlich als „place des frisons“. Möglicherweise beruht die Bezeichnung Friesen auf einer hier im Mittelalter ansässigen deutsch-niederländischen Friesenkolonie.
Der Platz entstand, nachdem 1882 die mittelalterliche Stadtmauer mitsamt dem 1244 erstmals urkundlich erwähnten Friesentor geschleift worden war. Noch 1816 war das Tor verstärkt worden, was aber den späteren Abriss nicht aufhalten konnte. Zur Zeit der Anlage der Ringe erhielt der Friesenplatz eine 1.630 m² große Gartenanlage, hier lag in Friesenplatz Nr. 27 das 1922 von Ludwig Paffendorf fertiggestellte Gebäude des Kölnischen Kunstvereins mit übergiebeltem Portikus. Seinen heutigen Namen erhielt er in der Stadtverordnetenversammlung vom 25. Mai 1882.
Schon nach Abriss der Stadtmauer entwickelte sich östlich das nach dem Friesenplatz benannte Friesenviertel, das jedoch vor allem nach dem Zweiten Weltkrieg einen zwielichtigen Ruf als Rotlichtviertel erhielt. Es lag entlang der Friesenstraße, wo bis zu seiner Kriegszerstörung im Mai 1942 das Kölner Varieté „Groß-Köln“ stand, das 1912 aus der 1896 gegründeten Brauerei „Cölner Bürgerbräu Josef Waßmann“ hervorging. Der die Stadt Köln prägende Architekt Wilhelm Riphahn errichtete hier die am 11. November 1948 fertiggestellten Sartory-Säle. Das Friesenviertel gehörte zum Revier der Kölner Halbweltgrößen wie Dummse Tünn und Schäfers Nas. Im  Friesenviertel lag in der Gereonstraße auch die Zentrale des Gerling-Versicherungskonzerns, ein von Arno Breker entworfener und am 25. Januar 1953 eingeweihter Komplex aus Bürogebäuden nebst Gerling-Hochhaus. Hans Gerling beteiligte sich maßgeblich ab Juli 1971 an der Sanierung des Friesenviertels.

## Gegenwart
Der Friesenplatz bildet seit seiner Anlage den Beginn der nach Nordwesten führenden Venloer Straße. Hier schließt sich auch das Szenequartier Belgisches Viertel an. Zum Friesenplatz führen außerdem die Friesenstraße als Hauptachse des Friesenviertels mit den Sartory-Sälen und die Magnusstraße. Zwischen Rudolfplatz und Friesenplatz liegt der Hohenzollernring als Teil der Kölner Ringe, die beliebteste Flaniermeile des Ringboulevards.
Der Friesenplatz gehörte zum ersten Teilabschnitt der Kölner U-Bahn, eröffnet am 11. Oktober 1968. Auch durch diesen U-Bahnhof Friesenplatz ist der Friesenplatz heute ein lebendiger Verkehrsknotenpunkt mit Geschäften und Restaurants. Vis-á-vis des Friesenplatzes entstand zwischen dem Hohenzollernring und dem Friesenwall ab 1999 das im Oktober 2001 eingeweihte und von Norman Foster entworfene Gerling Ring-Karree. In unmittelbarer Nähe des Friesenplatzes befindet sich eines der ältesten noch in Betrieb befindlichen deutschen Kinos, das am 20. Mai 1928 eröffnete Rex Am Ring.

## Nahverkehr
Unter dem Friesenplatz befindet sich der U-Bahnhof Friesenplatz, der von den Stadtbahnlinien 3, 4, 5, 12 und 15 angefahren wird.